# 仲衛
仲 衛（なか まもる、1934年1月9日 - 1997年5月2日）は、日本のジャーナリスト、政治評論家。

## 略歴
京都府船井郡丹波町（現・京丹波町）生まれ。1958年京都大学法学部卒、毎日新聞社に入り、政治部記者。首相官邸キャップ、特別報道部デスク、政治部副部長、政治部編集委員、1982年論説委員となった。退任後、常葉学園大学教授を務めた。

## 著書
- 『派閥感覚とボスの条件 リーダーシップの研究』評言社 1979
- 『ニューニューリーダーとその師 二十一世紀社会の創造者』翼書院 1983
- 『田中神話の崩壊』ぱる出版 1985
- 『労働省研究』行研出版局 1990
- 『金丸信寝技師の研究』東洋経済新報社 1990
- 『政権獲り裏のウラ』時事通信社(現代を読む)1991
- 『真剣勝負の男「連合」山岸章朝の来ない夜はない その戦略語録で綴る人生ドキュメント』ジャテック出版 1992
- 『加藤紘一・全人像』行研出版局 1992
- 『細川護煕の決断 歴史を変える男』東洋経済新報社 1993
- 『羽田孜という男』東洋経済新報社 1993
- 『政治の何を変えるのか ポスト55年体制への道』1993 中公新書
- 『国会がもっと身近にわかる本 日本を動かすしくみが見える・読める』日本実業出版社 1994

### 共著
- 『二階堂進 人・その政治への志』上城恒夫共著 ぱる出版 1985

## 論文
- <仲衛